# Бюджетные ассигнования
Бюджетные ассигнования — максимальные объемы бюджетных средств, предусмотренные на исполнение бюджетных обязательств публично-правового образования.
Бюджетные ассигнования подразделяются по видам на:
- оказание услуг, выполнение работ, включая ассигнования на закупки товаров, работ, услуг для обеспечения государственных нужд[2];
- социальное обеспечение населения;
- предоставление бюджетных инвестиций;
- предоставление субсидий юридическим лицам, индивидуальным предпринимателям, физическим лицам;
- предоставление межбюджетных трансфертов;
- предоставление платежей, взносов, безвозмездных перечислений субъектам международного права;
- обслуживание долга;
- исполнение судебных актов по искам о возмещении вреда в результате незаконных действий или бездействия органов власти, должностных лиц этих органов.